# Sociálně demokratické ženy
Sociálně demokratické ženy (zkratka SDŽ) jsou zájmovým hnutím uvnitř Sociální demokracie. Tato platforma byla založena jako Sociálně demokratické ženy Čech, Moravy a Slezska na prvním Řádném sněmu SDŽ 28. října 1990 v Olomouci.
První předsedkyní SDŽ byla Petra Buzková. V této pozici ji na dlouhou dobu vystřídala Jana Volfová. V současnosti[kdy?] stojí v čele SDŽ Jindřiška Maršová.
Hlavními dokumenty SDŽ jsou Program a Statut. Základní jednotkou SDŽ jsou kluby, na regionální úrovni existují Okresní a Krajská sdružení. Nejvyšším orgánem SDŽ je Celostátní konference. Mezi Celostátními konferencemi řídí SDŽ Ústřední rada.
Za svůj cíl si Sociálně demokratické ženy kladou prosazování žen do politického, hospodářského a veřejného života na principu rovných příležitostí. Členství v SDŽ je neslučitelné se souběžným členstvím v jiné politické straně než v SOCDEM. Na mezinárodní úrovní jsou SDŽ přidruženy k Socialistické internacionále žen.